# Canción sin nombre
Canción sin nombre (internationaler englischsprachiger Titel Song Without a Name) ist ein Filmdrama von Melina León, das am 16. Mai 2019 im Rahmen der Internationalen Filmfestspiele von Cannes seine Weltpremiere feierte. Canción sin nombre wurde von Peru als Beitrag für die Oscarverleihung 2021 als bester Internationaler Film eingereicht.

## Handlung
Peru befindet sich im Jahr 1988 auf dem Höhepunkt einer politischen Krise. Als Georgina, eine junge Quechua-Frau aus den Anden, die dort an der Grenze zu Lima Kartoffeln verkauft, in eine scheinbare Geburtsklinik geht. Sofort nach der Geburt, nimmt man ihr das Kind weg. In ihrer Not wendet sie sich an eine große Zeitung, wo sie von dem seltsamen Verschwinden ihrer neugeborenen Tochter berichtet. Der Journalist Pedro Campos soll sich der Sache annehmen und beginnt zu recherchieren. Seine Nachforschungen führen ihn zu einem Regierungsbeamten und zur Aufdeckung eines Staatsgeheimnisses.

## Historisches

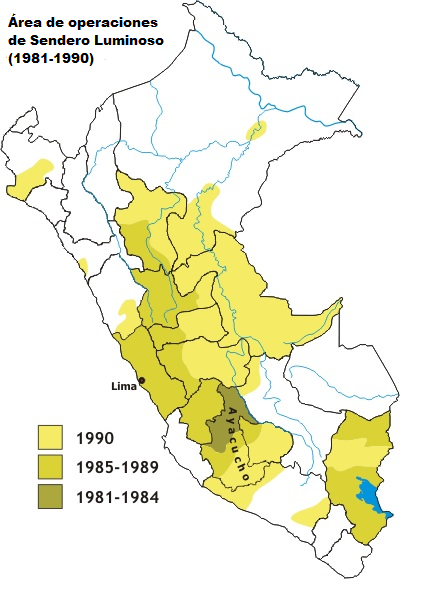
Nach dem Ende der Militärdiktatur in Peru im Jahr 1980 führte der Sendero Luminoso mehrere grausame Attentate auf evangelikale Christen aus

Der Film basiert auf einer wahren Geschichte. Während in Peru nach dem Ende der Militärdiktatur im Jahr 1980 den Maoisten die besonders in einigen Quechua-Gegenden der Anden stark wachsenden protestantischen Kirchen ein großes Ärgernis waren, führte der Sendero Luminoso („Leuchtender Pfad“) mehrere grausame Attentate auf evangelikale Christen aus, darunter ein Massaker an 31 Gottesdienstteilnehmern einer Pfingstlerkirche in Ccano im Departamento Ayacucho im Februar 1990 und einen Mord an dem Pastor und Chanka-Quechu-Bibelübersetzer Rómulo Sauñe Quicaña im Jahr 1992. Der Sendero Luminoso war eine marxistisch-leninistische und maoistische Partei und Guerillaorganisation in Peru.

## Produktion
Regie führte Melina León, die gemeinsam mit Michael J. White auch das Drehbuch schrieb. Die Geschichte basiert lose auf den wahren Begebenheiten. Sie lassen den Film im Jahr 1988 spielen, auf dem Höhepunkt einer politischen Krise in Peru. Es handelt sich um Leóns Regiedebüt bei einem Spielfilm. Die peruanische Regisseurin, die in Lima und New York lebt und arbeitet, studierte Film an der Universität von Lima und Filmregie an der Columbia University. Ihr Kurzfilm El Paraíso de Lili, der erstmals beim New York Filmfestival gezeigt wurde und später auf mehr als 20 internationalen Festivals, wurde vielfach ausgezeichnet, unter anderem als bester lateinamerikanischer Kurzfilm auf dem Sao Paulo International Short Film Festival.
Die Produktion wurde vom peruanischen Kulturministerium, dem Filmproduktionsfonds der Jerome Foundation und durch das Förderprogramm von Ibermedia unterstützt.
Die Hauptrolle von Georgina wurde mit Pamela Mendoza besetzt. Es handelt sich um ihre erste Filmrolle überhaupt. Tommy Párraga spielt den Journalisten Pedro Campos.
Ende April 2019 wurde ein erster Trailer vorgestellt. Am 16. Mai 2019 feierte der Film im Rahmen der Filmfestspiele von Cannes seine Weltpremiere, wo er in der Reihe Quinzaine des Réalisateurs gezeigt wurde und León für die Goldene Kamera nominiert war. Anfang Juli 2019 wurde er beim Filmfest München im Wettbewerb CineVision gezeigt, Ende Juli 2019 beim Jerusalem Film Festival und im August 2019 beim Melbourne International Film Festival. Im November 2019 erfolgte eine Vorstellung beim AFI Film Festival. Im Januar 2020 wurde er beim Palm Springs International Film Festival gezeigt.

## Rezeption

### Kritiken
Der Film konnte bislang 93 Prozent der Kritiker bei Rotten Tomatoes überzeugen.
Kaleem Aftab vom Online-Kinomagazin Cineuropa schreibt, die Ästhetik der Schwarzweiß-Aufnahmen verliehen dem Film das Aussehen eines Film Noirs, was gut passe, da die Ermittlungen der Eltern und des Journalisten kafkaesk seien, voller Sackgassen und langer, kurvenreicher Straßen ins Nichts. Canción sin nombre sei ein Film darüber, dass es unmöglich ist, die Hindernisse der Bürokratie zu überwinden, wenn man arm und entrechtet ist, so Aftab, auch wenn, wie bei vielen Film Noirs, nicht alles einen Sinn ergebe.

### Auszeichnungen
Canción sin nombre wurde von Peru als Beitrag für die Oscarverleihung 2021 in der Kategorie Bester Internationaler Film eingereicht. Darüber hinaus gelangte der Film auch als Bester fremdsprachiger Film in die Vorauswahl für die Golden Globe Awards 2021. Im Folgenden eine Auswahl weiterer Nominierungen und Auszeichnungen.
Filmfest München 2019
- Auszeichnung mit dem CineVision Award als Bester Nachwuchsfilm im Internationalen Programm[14]

Glasgow Film Festival 2020
- Nominierung für den Publikumspreis (Melina León)[15]

Goya 2022
- Nominierung als Bester lateinamerikanischer Film (Melina León)[16]

Heartland Filmfestival 2020
- Auszeichnung der Indiana Film Journalists Association als Bestes internationales Regiedebüt (Melina León)[17]

Indiana Film Journalists Association Awards 2020
- Runner-Up als Bester fremdsprachiger Film[18]

Internationale Filmfestspiele von Cannes 2019
- Nominierung für die Goldene Kamera (Melina León)

Internationales Filmfestival von Stockholm 2019
- Auszeichnung mit dem Bronzenen Pferd als Bester Film im Stockholm XXX Competition  (Melina León)
- Auszeichnung für die Beste Kamera im Stockholm XXX Competition (Inti Briones)[19]

Jerusalem Film Festival 2019
- Nominierung für den FIPRESCI Prize – International First Film (Melina León)[20]

Molodist Film Festival Kiew 2020
- Auszeichnung mit dem Preis der Ökumenischen Jury[21]

Palm Springs International Film Festival 2020
- Auszeichnung mit dem New Voices/New Visions Grand Jury Prize (Melina León)[22]